# Gustav IV. Adolf
Gustav IV. Adolf (1. listopadu 1778, Stockholm – 7. února 1837, St. Gallen) byl švédský král a finský velkovévoda v letech 1792–1809.

## Biografie
Byl synem krále Gustava III. a Žofie Magdaleny Dánské (1746–1813). Narodil se 1. ledna 1778 ve Stockholmu. Na trůn usedl po zavraždění svého otce v roce 1792 ve čtrnácti letech, do jeho plnoletosti v roce 1796 byl regentem jeho strýc, mladší bratr jeho otce vévoda Karel Södermanlandský.

## Charakter
Král byl váhavý, těžkopádný, nespolečenský a povýšený. Po vraždě otce se stal podezřívavým a pochmurným. Jeho ideálem byla neomezená moc ruského imperátora. Za jeho vlády, podobně jako za vlády Pavla I. v Rusku, byl ve Švédsku zaveden kult uniformy.

## Rodina
V roce 1795 byl Gustav Adolf zasnouben s princeznou Luisou Šarlotou Meklenburg-Schwerinskou, ale v roce 1796 nátlakem Kateřiny II. bylo zasnoubení zrušeno a král se vypravil do Petrohradu, aby se oženil s vnučkou carevny Alexandrou. Gustav Adolf však rozhodně odmítl podepsat písemný závazek dovolit své budoucí manželce vyznávat svobodně pravoslavnou víru a z námluv opět sešlo. Oženil se až v roce 1797, a to s Frederikou Bádenskou (1781–1826) (mladší sestrou pozdější ruské carevny Jelizavety Alexejevny, manželky cara Alexandra I.). Ze šťastného manželství, které trvalo do roku 1812, vzešlo pět dětí - dva synové a tři dcery:
- 1. Gustav (9. 11. 1799 Stockholm – 4. 8. 1877 Drážďany), švédský korunní prinɕ, polní podmaršálek, pretendent švédského trůnu 
  - ⚭ 1830 Luisa Amélie Bádenská (5. 6. 1811 Schwetzingen – 19. 7. 1854 Karlsruhe)
- 2. Žofie Vilemína (21. 5. 1801 Stockholm – 6. 7. 1865 Karlsruhe)
  - ⚭ 1819 Leopold Bádenský (29. 8. 1790 Karlsruhe – 24. 4. 1852 tamtéž), velkovévoda bádenský od roku 1830 až do své smrti
- 3. Karl Gustav (2. 12. 1802 – 10. 9. 1805)
- 4. Amálie Marie Šarlota (22. 2. 1805 Stockholm – 31. 8. 1853 Oldenburg), svobodná a bezdětná
- 5. Cecilie (22. 6. 1807 Stockholm – 27. 1. 1844 Oldenburg) 
  - ⚭ 1831 August I. Oldenburský (13. 7. 1783 Rastede – 27. 2. 1853 Oldenburg), velkovévoda oldenburský od roku 1829 až do své smrti

## Vláda
Král byl přesvědčeným odpůrcem francouzského racionalismu a idejí osvícenství. Utužila se za něj cenzura, z Univerzity v Uppsale byla propuštěna řada profesorů-kantovců a zakázány byly i studentské spolky.
V roce 1803 byla na základě stříbrného standardu stabilizována švédská měna, a král zastavil v Německu švédské hanzovní město Wismar i s okolním panstvím rodu Meklenburkům s právem zpětného vykoupení po sto letech (v roce 1903 se Švédsko svých nároků vzdalo).

## Agrární reforma
Za Gustava Adolfa vznikla pod vlivem agrární reformy v Dánsku otázka uspíšení likvidace užívání obecní půdy. První ustanovení o nové reformě bylo vydáno pro Skåne v roce 1803 a v roce 1807 bylo rozšířeno na celé Švédsko s výjimkou Dalarny a Norlandu. Od té doby každý vlastník mohl požadovat od obce přidělení půdy v jednom místě, statkáři dostali právo provádět na svých pozemcích vyměřování podle své vůle. Jako reakce na zneužívání tohoto nařízení vypukla na mnoha místech povstání rolníků.

## Vnější politika
Gustav Adolf se stavěl nepřátelsky k Francouzské revoluci a orientoval svou politiku na Rusko doufaje v ruskou pomoc při získání Norska. V roce 1799 byla v Gatčině uzavřena rusko-švédská konvence o vzájemné pomoci, jejíž tajný článek předpokládal účast Švédska ve válce proti Francii. Avšak prudký zvrat ruské politiky směrem k přátelství s Napoleonem Bonaparte nedovolil Švédsku do války s Francií vstoupit.
V roce 1800 král v Petrohradu uzavřel protibritskou konvenci. Tajný článek dohody Švédsko spolu s Ruskem zavazoval bránit proniknutí britského loďstva do Baltského moře. V roce 1801 britské loďstvo bombardovalo Kodaň a ohrožovalo Karlskronu; nový ruský car Alexandr I. uzavřel s Británií mír, Gustav Adolf následoval jeho příkladu a uzavřel s Británií v roce 1803 obchodní pakt. Král prudce reagoval na zastřelení vévody d'Enghien v březnu roku 1804. V prosinci uzavřel dohodu s Británií o podpoře a v lednu 1805 společnou smlouvu s Ruskem. V říjnu téhož roku se Švédsko formálně připojilo k třetí protifrancouzské koalici.
Na podzim roku 1805 se švédská armáda přepravila do Pomořanska, avšak tažení v letech 1805–1807 skončila naprostým neúspěchem. Gustav Adolf se nicméně i poté zúčastnil čtvrté koalice, ani po Tylžském míru (1807) se nerozešel s Británií a pokračoval v protifrancouzské politice.
Když se Rusko stalo spojencem Napoleona, zavázalo se přimět Švédsko přerušit vztahy s Británií a připojit se ke kontinentální blokádě. Toho však nedosáhlo a v únoru roku 1809 ruská vojska vtrhla do Finska. V březnu Švédům vyhlásily válku též Dánsko a Prusko. Konflikt skončil naprostou porážkou Švédska, které bylo v září 1809 nuceno uzavřít Fredrikshamnský mír, který znamenal ztrátu celého Finska, jež se stalo součástí Ruského impéria.

## Převrat
V průběhu války Gustav Adolf, nehledě na neúspěchy, úporně odmítal uzavření míru a svolání riksdagu (parlamentu). Osobně vedl nepopulární válečnou daň a k tomu urazil na 120 gardových důstojníků z významných rodin, když je za zbabělost v boji degradoval na armádní důstojníky. V okolí krále dozrávala myšlenka zbavit ho vlády.
V zimě na přelomu let 1808–1809 opoziční skupiny začaly vypracovávat plán na svržení Gustava Adolfa a likvidaci absolutistické formy vlády. Spiknutí se účastnili vysocí důstojníci a úředníci. V jejich čele stál generál-adjutant Karl Johan Adlerkreuz, podplukovník Georg Adlersparre a úředník soudního dvora Hans Erta.
Přislíbiv dánskému veliteli, princi Kristiánu Augustenburskému, titul následníka švédského trůnu, Adlersparré s ním uzavřel dohodu o dočasném zastavení palby a pohnul se s částí vojska na Stockholm. 13. března 1809 se skupinou důstojníků vnikl do pokojů krále a zajal ho. Nejprve ho odvezli do Drottningholmu a po nezdařeném pokusu o útěk byl král převezen na zámek Gripsholm.
Král chtěl udržet korunu pro syna, proto se 29. března vzdal trůnu v jeho prospěch. 10. května však Riksdag vyhlásil, že práva usednout na švédský trůn pozbývá nejen on, ale i všichni jeho potomci. Byl mu ponechán jeho osobní majetek a stanovena doživotní renta. Na trůn nastoupil jeho strýc – bratr jeho otce Karel XIII., místo něhož však fakticky vládl napoleonský maršál Jean-Baptiste Bernadotte, který se také po Karlově smrti stal jako Karel XIV. švédským králem a založil dodnes panující dynastii Bernadotte.

## Život po ztrátě trůnu
V prosinci 1809 královská rodina odjela do Německa. Po odjezdu za hranice Švédska vedl Gustav Adolf potulný život. Pod jménem plukovník Gustavsson žil většinou v Německu a Švýcarsku. V roce 1812 se bývalý královský pár rozvedl.
Bývalý král zemřel 7. února 1837 ve švýcarském městečku St. Gallen. 28. února byla jeho rakev převezena na hrad Veveří na Moravě, kde od roku 1830 žil jeho syn, rakouský polní maršálek Gustav Vasa, a pohřbena v nedalekém kostelíku Matky Boží veverské. Roku 1884 byly ostatky obou převezeny do Stockholmu a zde pochovány v kostele Riddarholmskyrkan.

## Vývod z předků
|                     |                                        |  |                     |                                          |  |  |  |  |  |  |  | Kristián Albrecht Šlesvicko-Holštýnsko-Gottorpský |
|                     |                                        |  |                     |                                          |  |  |  |  |  |  |  |                                                   |
|                     | Kristián August Holštýnsko-Gottorpský  |  |                     |                                          |  |  |  |  |  |  |  |                                                   |
|                     |                                        |  |                     |                                          |  |  |  |  |  |  |  |                                                   |
|                     |                                        |  |                     | Frederika Amálie Dánská                  |  |  |  |  |  |  |  |                                                   |
|                     |                                        |  |                     |                                          |  |  |  |  |  |  |  |                                                   |
|                     | Adolf I. Fridrich                      |  |                     |                                          |  |  |  |  |  |  |  |                                                   |
|                     |                                        |  |                     |                                          |  |  |  |  |  |  |  |                                                   |
|                     |                                        |  |                     | Fridrich VII. Bádensko-Durlašský         |  |  |  |  |  |  |  |                                                   |
|                     |                                        |  |                     |                                          |  |  |  |  |  |  |  |                                                   |
|                     | Albertina Frederika Bádensko-Durlašská |  |                     |                                          |  |  |  |  |  |  |  |                                                   |
|                     |                                        |  |                     |                                          |  |  |  |  |  |  |  |                                                   |
|                     |                                        |  |                     | Augusta Marie Holštýnsko-Gottorpská      |  |  |  |  |  |  |  |                                                   |
|                     |                                        |  |                     |                                          |  |  |  |  |  |  |  |                                                   |
|                     | Gustav III. Švédský                    |  |                     |                                          |  |  |  |  |  |  |  |                                                   |
|                     |                                        |  |                     |                                          |  |  |  |  |  |  |  |                                                   |
|                     |                                        |  |                     | Fridrich I. Pruský                       |  |  |  |  |  |  |  |                                                   |
|                     |                                        |  |                     |                                          |  |  |  |  |  |  |  |                                                   |
|                     | Fridrich Vilém I. Pruský               |  |                     |                                          |  |  |  |  |  |  |  |                                                   |
|                     |                                        |  |                     |                                          |  |  |  |  |  |  |  |                                                   |
|                     |                                        |  |                     | Žofie Šarlota Hannoverská                |  |  |  |  |  |  |  |                                                   |
|                     |                                        |  |                     |                                          |  |  |  |  |  |  |  |                                                   |
|                     | Luisa Ulrika Pruská                    |  |                     |                                          |  |  |  |  |  |  |  |                                                   |
|                     |                                        |  |                     |                                          |  |  |  |  |  |  |  |                                                   |
|                     |                                        |  |                     | Jiří I.                                  |  |  |  |  |  |  |  |                                                   |
|                     |                                        |  |                     |                                          |  |  |  |  |  |  |  |                                                   |
|                     | Žofie Dorotea Hannoverská              |  |                     |                                          |  |  |  |  |  |  |  |                                                   |
|                     |                                        |  |                     |                                          |  |  |  |  |  |  |  |                                                   |
|                     |                                        |  |                     | Žofie Dorotea z Celle                    |  |  |  |  |  |  |  |                                                   |
|                     |                                        |  |                     |                                          |  |  |  |  |  |  |  |                                                   |
| 'Gustav IV. Adolf ' |                                        |  |                     |                                          |  |  |  |  |  |  |  |                                                   |
|                     |                                        |  |                     |                                          |  |  |  |  |  |  |  |                                                   |
|                     |                                        |  | Frederik IV. Dánský |                                          |  |  |  |  |  |  |  |                                                   |
|                     |                                        |  |                     |                                          |  |  |  |  |  |  |  |                                                   |
|                     | Kristián VI.                           |  |                     |                                          |  |  |  |  |  |  |  |                                                   |
|                     |                                        |  |                     |                                          |  |  |  |  |  |  |  |                                                   |
|                     |                                        |  |                     | Luisa Meklenburská                       |  |  |  |  |  |  |  |                                                   |
|                     |                                        |  |                     |                                          |  |  |  |  |  |  |  |                                                   |
|                     | Frederik V. Dánský                     |  |                     |                                          |  |  |  |  |  |  |  |                                                   |
|                     |                                        |  |                     |                                          |  |  |  |  |  |  |  |                                                   |
|                     |                                        |  |                     | Kristián Jindřich Braniborsko-Kulmbašský |  |  |  |  |  |  |  |                                                   |
|                     |                                        |  |                     |                                          |  |  |  |  |  |  |  |                                                   |
|                     | Žofie Magdalena Braniborská            |  |                     |                                          |  |  |  |  |  |  |  |                                                   |
|                     |                                        |  |                     |                                          |  |  |  |  |  |  |  |                                                   |
|                     |                                        |  |                     | Žofie Kristýna Wolfsteinská              |  |  |  |  |  |  |  |                                                   |
|                     |                                        |  |                     |                                          |  |  |  |  |  |  |  |                                                   |
|                     | Žofie Magdalena Dánská                 |  |                     |                                          |  |  |  |  |  |  |  |                                                   |
|                     |                                        |  |                     |                                          |  |  |  |  |  |  |  |                                                   |
|                     |                                        |  |                     | Jiří I.                                  |  |  |  |  |  |  |  |                                                   |
|                     |                                        |  |                     |                                          |  |  |  |  |  |  |  |                                                   |
|                     | Jiří II.                               |  |                     |                                          |  |  |  |  |  |  |  |                                                   |
|                     |                                        |  |                     |                                          |  |  |  |  |  |  |  |                                                   |
|                     |                                        |  |                     | Žofie Dorotea z Celle                    |  |  |  |  |  |  |  |                                                   |
|                     |                                        |  |                     |                                          |  |  |  |  |  |  |  |                                                   |
|                     | Luisa Hannoverská                      |  |                     |                                          |  |  |  |  |  |  |  |                                                   |
|                     |                                        |  |                     |                                          |  |  |  |  |  |  |  |                                                   |
|                     |                                        |  |                     | Jan Bedřich Braniborsko-Ansbašský        |  |  |  |  |  |  |  |                                                   |
|                     |                                        |  |                     |                                          |  |  |  |  |  |  |  |                                                   |
|                     | Karolina z Ansbachu                    |  |                     |                                          |  |  |  |  |  |  |  |                                                   |
|                     |                                        |  |                     |                                          |  |  |  |  |  |  |  |                                                   |
|                     |                                        |  |                     | Eleonora Sasko-Eisenašská                |  |  |  |  |  |  |  |                                                   |
|                     |                                        |  |                     |                                          |  |  |  |  |  |  |  |                                                   |